# Metanogen
Metanogen (též methanotvorný či methanprodukující organismus ) je organismus z domény archea, který produkuje metan (CH4), tedy je schopný metanogeneze.

## Proces
Při anaerobním rozkladu organických látek, zejména celulózy, vzniká velké množství odpadních produktů, z nichž mnohé mohou být donory vodíku a elektronů. Příkladem odpadních produktů je kyselina mravenčí a octová (tzv. acetotrofie), methanol, oxid uhličitý a vodík. Tyto donory pak zajišťují redukci oxidu uhličitého (CO2) na metan (CH4). Dá se proto říct, že metanogeneze je formou anaerobní respirace oxidu uhličitého.
Předpokládaný reakční mechanismus:
1. nejprve je CO2 aktivován methanofuranem (MT)
2. následně redukován na formyl (-HCO)
3. formyl je poté transportován z MT na tetrahydromethanopterin
4. formyl je dehydratován a redukován na methylen (-CH2-)
5. methylen je redukován na methyl (-CH3)
6. methyl je z methanopterinu přenesen na koenzym M
7. methyl-koenzym M je redukován na methan pomocí methylreduktáz

Příklady konkrétních procesů:
- CO2 + 4 H2 → CH4 + 2H2O
- CH3COOH → CH4 + CO2

## Výskyt
Jelikož metanogeni navazují na anaerobní rozkladné procesy organických látek, jako je celulóza, musí žít v prostředí, kde tyto reakce probíhají. Typickým příkladem jsou mokřady, mořské sedimenty, ale zejména pak trávicí soustava přežvýkavců a termitů, kde žijí prvoci schopní trávit celulózu.

## Zástupci
K metanogenům patří například archea z těchto rodů:
- Methanobacterium
- Methanococcus
- Methanosarcina
- Methanospirillum